# Taras Kačaraba
Taras Ivanovič Kačaraba (ukrajinsky Тарас Іванович Качараба, * 7. leden 1995, Žydačiv, Ukrajina) je ukrajinský fotbalový obránce a reprezentant, od ledna 2022 hráč klubu SK Slavia Praha.

## Klubová kariéra

### Mládežnické roky
Mládežnické roky strávil postupně v týmech UFK Lvov a FC Šachťar Doněck.

### FC Šachťar Doněck
V dresu Šachťaru se objevoval především v rezervních týmech, za ten první nikdy nenastoupil a chodil především po hostováních. za Šachťar ale odehrál například sedm utkání v rámci Juniorské ligy UEFA, kdy v sezoně 2013/14 nastoupil do utkání proti mládežnickým výběrům Realu Sociedad, Manchesteru United, Bayeru Leverkusen a Arsenalu.

### FK Hoverla Užhorod (hostování)
Na své první hostování odešel 25. července 2014 a to do týmu FK Hoverla Užhorod. V jeho dresu odehrál po dobu ročního hostování 14 ligových zápasů, ve kterých vstřelil jednu branku. Nastoupil také do třech utkání národního poháru.

### FK Zirka Kropyvnyckyj (hostování)
Další hostování přišlo 10. července 2017, kdy si jej jako posilu vyhlédl tým FK Zirka Kropyvnyckyj. Kačaraba zde strávil půl roku a stihl za tu dobu odehrát 16 ligových utkání, ve kterých branku nevstřelil.

### FC Slovan Liberec (hostování)
V nejvyšší české soutěži se poprvé objevil 1. února 2018, kdy na další hostování zamířil do Liberce. Hostování v tomto klubu trvalo rok a půl a za tu dobu si Kačaraba dokázal svými výkony zajistit stabilní místo v sestavě. Po dobu tohoto hostování nastoupil do 39 ligových utkání (včetně těch v rámci play-off) a vstřelil v nich jednu branku, když se na podzim 2018 dokázal trefit do sítě Olomouce. Odehrál také pět utkání v rámci MOL Cupu. I zde slavil jeden úspěšný zásah a to do sítě Štěchovic.

### FC Slovan Liberec
Svými výkony v rámci hostování v Liberci si řekl o smlouvu a trvale do něj přestoupil v červenci 2019. Stal se důležitým členem základní sestavy týmu ze severu Čech. Od svého přestupu do konce roku 2020 odehrál v dresu Liberce 42 ligových utkání, ve kterých slavil dva střelecké úspěchy (oba na podzim 2020 a to do sítě Teplic a Opavy). Nastoupil také do 4 utkání MOL Cupu (branku nevstřelil).
V podzimní části 2020 se také dočkal prvních startů v evropských pohárech. V rámci Evropské ligy nastoupil nejdříve do třech kvalifikačních utkání (proti FK Riteriai, APOELu a FCSB), následně pak do 4 utkání základní skupiny proti Hoffenheimu, Crvene Zvezdě Bělehrad a Gentu, kterému navíc dokázal vstřelit jednu branku.

### SK Slavia Praha (hostování)
Jeho výkony neunikly pozornosti aktuálního mistra české ligy, tedy týmu SK Slavia Praha, kam 6. ledna 2021 odešel na hostování.
Premiéru v dresu "sešívaných" absolvoval v rámci MOL Cupu v utkání proti Dukle. Ligovou premiéru si pak odbyl 27. ledna 2021 proti Zlínu.

## Reprezentační kariéra
Nastoupil celkově do 42 mezistátních utkání v dresu Ukrajiny ve věkových kategoriích do 16, 17, 18, 19, 20 a 21 let.

## Klubové statistiky
- aktuální k 3. únor 2021

| Tým                   | Sezona  | Liga   | Liga   | Pohár  | Pohár  | Evropské poháry | Evropské poháry |
| Tým                   | Sezona  | Zápasy | Branky | Zápasy | Branky | Zápasy          | Branky          |
| --------------------- | ------- | ------ | ------ | ------ | ------ | --------------- | --------------- |
| FK Hoverla Užhorod    | 2014/15 | 14     | 1      | 3      | 0      | -               | -               |
| FK Zirka Kropyvnyckyj | 2017/18 | 16     | 0      | -      | -      | -               | -               |
| FC Slovan Liberec     | 2017/18 | 8      | 0      | 1      | 0      | -               | -               |
| FC Slovan Liberec     | 2018/19 | 31     | 1      | 4      | 1      | -               | -               |
| FC Slovan Liberec     | 2019/20 | 32     | 0      | 4      | 0      | -               | -               |
| FC Slovan Liberec     | 2020/21 | 10     | 2      | -      | -      | 7               | 1               |
| SK Slavia Praha       | 2020/21 | 1      | 0      | 1      | 0      | 0               | 0               |
| Celkem                | Celkem  | 112    | 4      | 13     | 1      | 7               | 1               |